# Abbasanta
Abbasanta este o comună din provincia Oristano, regiunea Sardinia, Italia, cu o populație de 2.828 de locuitori.

## Demografie
Abbasanta - evoluția demografică

|  | Graficele sunt indisponibile din cauza unor probleme tehnice. Mai multe informații se găsesc la Phabricator și la wiki-ul MediaWiki. |

Date: Recensăminte sau birourile de statistică - grafică realizată de Wikipedia